# Raymond Stantz
Raymond "Ray" Stantz is een fictieve wetenschapper en spokenjager uit de Ghostbusters-franchise. In de films Ghostbusters en Ghostbusters II werd hij gespeeld door Dan Aykroyd. Frank Welker sprak voor de animatieserie The Real Ghostbusters zijn stem in. Hij had gastrollen in de serie Extreme Ghostbusters en de film Casper.

## Personage
Stantz is net als zijn collega’s Peter Venkman en Egon Spengler een dokter in parapsychologie. Hij wordt door de andere teamleden gezien als het hart van het team.
Stantz is een expert op het gebied van de geschiedenis van het paranormale. Tevens is hij bedreven in metallurgie. Hij staat vooral bekend om zijn kinderlijke enthousiasme voor het werk dat hij en zijn mede Ghostbusters doen en het feit dat hij paranormale verschijnselen onherroepelijk voor waar aanneemt. Hoewel hij enig sarcasme vertoont tegenover het Christendom, heeft hij een uitgebreide kennis van de Bijbel.
Stantz geeft vaak uitgebreide technische verklaringen voor zowel wetenschappelijke als paranormale fenomenen. Samen met Spengler is hij vaak verantwoordelijk voor het bedenken van een theorie achter een verschijnsel en het maken van de apparatuur van het team. Stantz is de enige van het team met vliegervaring. In 1976 won hij een gratis vliegles.

## Geschiedenis
Volgens de aflevering Citizen Ghost is Stantz geboren in The Bronx en later verhuisd naar Morrisville, New York. In zijn jeugd had hij een oogje op een meisje genaamd Elaine.
Stantz' familie werd uitgediept in de serie “The Real Ghostbusters”. Hij heeft een behoorlijk uitgebreide familie met verschillende nationaliteiten, variërend van Zwitsers tot Schots en Russisch. Twee van zijn Schotse familieleden zijn z’n tante Lois en z’n oom MacMIllan van Dunkeld.

## Gastrollen
- Stantz had een gastrol in de dubbele aflevering “Back in the Saddle” van de serie Extreme Ghostbusters.
- Stantz had een gastrol in de film Casper, waarin hij wordt ingehuurd om drie geesten uit een oud huis te verjagen maar hier niet in slaagt. Daarmee is hij de enige van de Ghostbusters die een gastrol heeft gehad in een film van buiten de franchise.